# ベスト・シングス・イン・ライフ・アー・フリー
「ベスト・シングス・イン・ライフ・アー・フリー」(The Best Things in Life Are Free)は、ルーサー・ヴァンドロスとジャネット・ジャクソンの楽曲。

## 概要
映画『モー・マネー』のサウンドトラックのために制作された楽曲で、楽曲及びサウンドトラックのプロデュースはジャム&ルイスが担当した。
のちにジャネットのベスト・アルバム『デザイン・オブ・ア・ディケイド/グレイテスト・ヒッツ』のインターナショナル盤と『ザ・ベスト・オブ・ジャネット・ジャクソン』に収録された。

## 収録曲
マキシ・シングル
1. ザ・ベスト・シングス・イン・ライフ・アー・フリー (クラシック12"ミックス) - 5:53
2. ザ・ベスト・シングス・イン・ライフ・アー・フリー (CJ's UK 12"ミックス)  - 9:58
3. ザ・ベスト・シングス・イン・ライフ・アー・フリー (デフ・ヴァージョン) - 8:41
4. ザ・ベスト・シングス・イン・ライフ・アー・フリー (CJ's FXTCダブ) - 6:51
5. ザ・ベスト・シングス・イン・ライフ・アー・フリー (CJ’s ヴァイナル・ゾーン・ダブ) - 6:49
6. ザ・ベスト・シングス・イン・ライフ・アー・フリー (アルバム・ヴァージョン) - 4:36